# Соло-сходження
Соло-сходження (англ. solo climbing) — різновид альпінізму, при якому сходження на вершину здійснюється альпіністом наодинці, без напарників.

## Соло-сходження з використанням страховки
При цьому можлива організація страховки за допомогою спеціальних пристроїв ( self-locking device). Використання цих пристроїв дозволяє організувати страховку альпініста на випадок зриву. При використанні страхувальних пристроїв соло-сходжувач закріплює кінець  мотузки, залишає на її кінці рюкзак і проходить складну ділянку лазанням, організовуючи за допомогою  гаків і  закладок проміжні точки  страховки. Піднявшись на всю мотузку, він закріплює кінець мотузки і спускається за рюкзаком, знімаючи проміжні точки страховки. По провішеній мотузці він з рюкзаком піднімаєтся знову вгору. Таким чином, зі страховкою соло-сходжувачу доводиться проходити ділянку тричі: двічі вгору і один раз униз.

## Соло-сходження без використання страховки

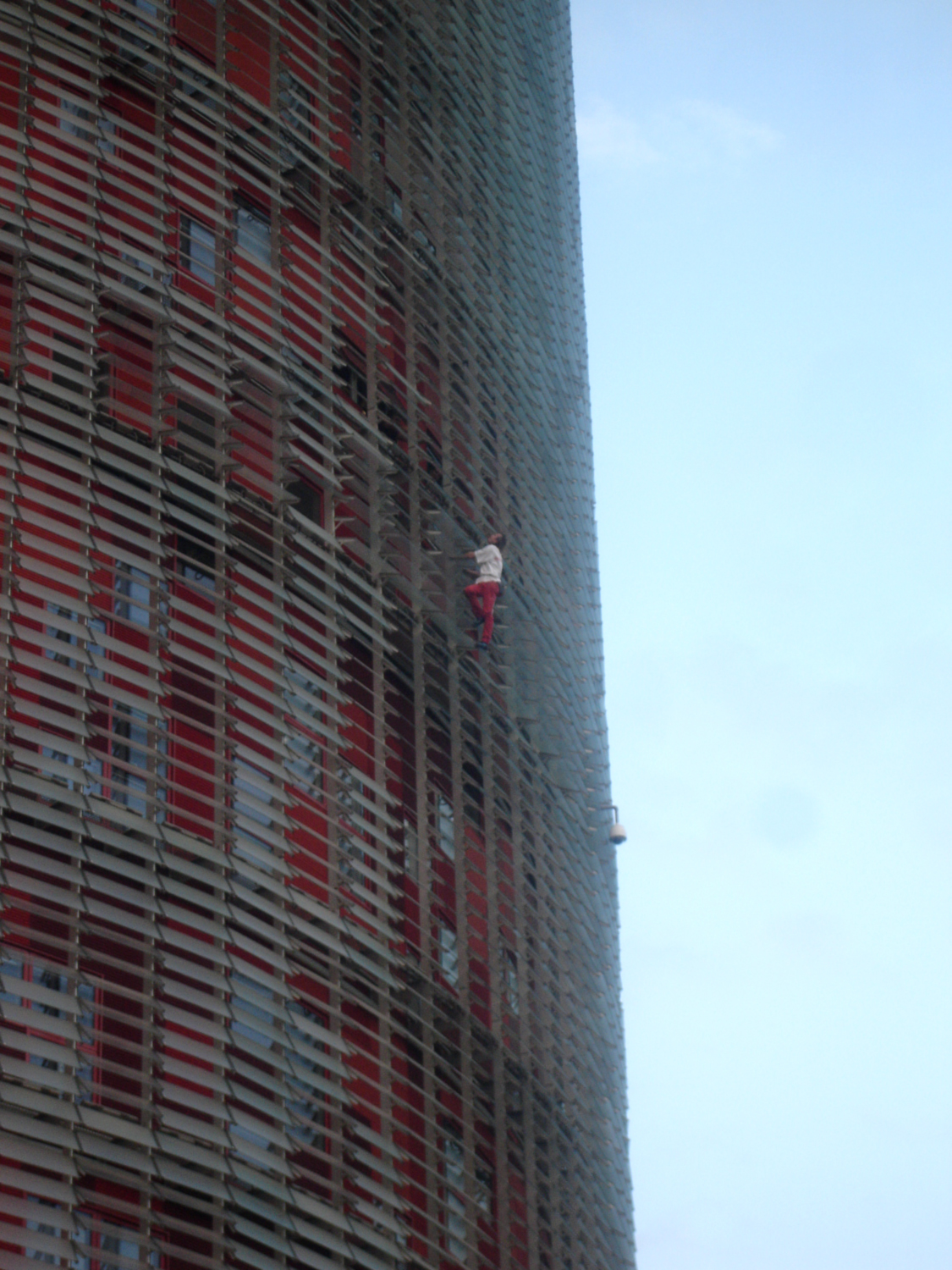
Ален Робер

Можливо соло-сходження без використання страховки, т.зв.  free solo climbing, що є найнебезпечнішим варіантом соло-сходження.
Відомі також соло-сходження, що здійснюються на будівлі. Одним з таких відомих соло-сходжувачів на будівлі та споруди є француз Ален Робер, що отримав прізвисько людина-павук.

## Відомі соло-сходжувачі
- Вальтер Бонатті
- Ален Робер
- Райнгольд Месснер
- Ден Осман
- Patrick Edlinger
- Урубко Денис Вікторович